# Catocala pellex
Catocala pellex là một loài bướm đêm trong họ Erebidae.